# Селянське повстання в Сорокіно
Селянське повстання в Сорокіно офіційно названо російською радянською владою Куркульське повстання в Сорокіно — народне селянське повстання проти радянської політики воєнного комунізму в Алтайському краї та Кузбасі центральної Росії.

## Прелюдія
Після того, як більшовики взяли під контроль російський уряд під час Жовтневого перевороту у жовтні 1917 року, вони почали проводити різні політичні дії, які були непопулярними серед сільського населення країни. У результаті цих дій спалахнуло безліч антикомуністичних селянських повстань під час громадянської війни в Росії і після її завершення. Одним з найбільших і широко розповсюджених повстань, було повстання в Сибіру з середини 1920 року, після того як податкова політика Російської РФСР фактично зруйнувала економічну основу багатьох селянських господарств. Це повстання торкнувся і Алтайського краю. Його очолили партизани-анархісти-ветерани І. П. Новоселов, П. К. Лубков та ін. Червоній армії вдалося придушити це повстання до осені 1920 року, а повсталі селяни були жорстоко розстріляні. Багатьом анархістським повстанцям, серед яких Новоселов та Лубков, вдалося врятуватися від урядових сил, і вони перейшли у підпілля.

## Повстання
Нова хвиля повстань вразила Алтайський край у січні 1921 року. Аналогічно повстанню 1920 року, це повстання було мотивоване протидією комуністичній здирницькій податковій політиці. Селяни взяли зброю, щоб вигнати комуністів зі своїх земель та отримали підтримку повстанців, які вже брали участь у повстанні 1920 року. Повстання поширилося на «величезний» район на схід від Барнаулу та на північ від Бійська де близько 5000 — 10 000 озброєних селян  згуртувалися навколо девізів «За чисту радянську владу» та « Ради без комуністів». Центром повстання був населений пункт Сорокіно.
За підтримки ветеранів Білої Армії , а також анархістських партизанів селянські повстанці формували загони, обирали командувачів і почали боротися як з Червоною армією, так і з місцевими провладними воєнізованими загонами. Основні повстанські загони знову очолили Лубков та Новоселов, останній базувався у селах Жуланиха та Юліани. Той факт, що консервативні білі та анархісти об'єдналися під час цього повстання, свідчило про те, наскільки відчайдушно обидві групи стали протистояти Червоній армії. Тим не менш, Новоселов планував негайно позбутися білих союзників у разі перемоги. У лютому 1921 року батальйон 308-го полку (35-та дивізія 5-ї армії (РСЧА), а також кілька полків місцевих воєнізованих військ розгромили загін Новоселова поблизу Сорокіно. У цій акції було вбито близько 400 повстанців, а також п'ять червоноармійців. Решта сил Новоселова відступили у бік Барнаула. Подальший хід повстання недостатньо задокументований, але уряд врешті-решт придушив повстання і продовжив репресії повстанців, багатих куркулів та бандитів.

## Після
Історія повстання в Сорокіно, зрештою, набула певного значення, коли в 1937 році було введено в дію наказ по НКВС № 00447, яким багатьох колишніх повстанців знову піддали суду і засудженню, а тих, кого визнали командирами повсталих  та колишніх офіцерів Білої Армії переважно розстріляли.
У 1972 році в місті Гур'євську Кемеровської області було встановлено пам'ятник п'ятьом червоноармійцям, загиблим у Сорокіно під час повстання. Пам'ятник містить табличку з написом «Тим, хто загинув заради вічної пам'яті пролетаріату!»

## Цитати
1. ↑  Навіть незважаючи на те, що Елістар Петрович Листков, колишній солдат Імперської російської армії та ветеран Першої світової війни, за повідомленнями, був командиром повстанців під час повстання, його не судили до 1938 року, залишивши незрозумілим фактичний ступінь його діяльності як повстанця. У 1938 році він був засуджений і страчений у ході виконання наказу НКВС № 00447 «Про операцію з репресування колишніх куркулів, карних злочинців та інших антирадянських елементів»[1]
2. ↑  Частини особливого призначення (ЧОП) - воєнізовані підрозділи, які були організовані РКП (б) для боротьби контрреволюційні групи з 1919 року.[2]

## Цитовані джерела
- Brovkin, Vladimir N. (1994). Behind the Front Lines of the Civil War: Political Parties and Social Movements in Russia, 1918-1922. Princeton, New Jersey: Princeton University Press. ISBN 0-691-03278-5.
- Jusopova, Evgenija (2010). Vorgehen gegen die Teilnehmer des Aufstandes von Sorokino in der Altaj-Region. У Rolf Binner (ред.). Stalinismus in der sowjetischen Provinz 1937–1938. Die Massenaktion aufgrund des operativen Befehls No. 00447 (German) . Berlin: Akademie Verlag. с. 91—109. ISBN 978-3-05-004685-3.